# نابنط أسطواني
نابنط أسطواني (الاسم العلمي:Nepenthes x cylindrica) هو نوع هجين غير مؤكد من النباتات يتبع جنس النابنط من الفصيلة النابنطية.